# Военный трибунал по делу о мятеже на «Кейне» (1988)
«Военный трибунал по делу о мятеже на «Кейне» (англ. The Caine Mutiny Court-Martial) — кинофильм. Фильм снят по роману писателя Германа Воука «Восстание на „Кейне“», получившему Пулитцеровскую премию.

## Сюжет
Капитан миноносца «Кейн», корабля Военно-морских сил США, Филлип Фрэнсис Куигг после ряда инцидентов теряет уважение и доверие своей команды. Ввиду надвигающегося большого шторма, победить который можно будет лишь при чёткой и слаженной работе всего состава, молодой офицер отстраняет капитана Куигга от его должности и занимает его место на время разгула стихии. Вскоре лейтенант предстанет перед военным судом за своё правонарушение. Единственным путём для его спасения, по мнению адвоката обвиняемого, является доказательство неспособности капитана адекватно и безопасно управлять кораблём во время шторма.

## В ролях
- Эрик Богосян — Барни Гринвальд
- Брэд Дэвис — Филлип Фрэнсис Куигг
- Джефф Дэниэлс — Стив Марик
- Питер Галлахер — Джон Челли

## См.также
- Бунт на «Кейне»
- Военный трибунал по делу о мятеже на «Кейне» (2023)